# وزارة الشؤون الاجتماعية (الكويت)
وزارة الشؤون الاجتماعيّة الكويتيّة والتي تُعرف سابقًا ب«وزارة الشؤون الاجتماعيّة والعمل»، هي إحدى الهيئات الحكوميّة في دولة الكويت، يتولى الوزارة حاليًّا د.أمثال الحويلة.

## تاريخ الوزارة
في 14 ديسمبر 1954 ، قرار من اللجنة التنفيذية العليا تحت رقم (ت 41/63) بتوجيه من الشيخ عبد الله السالم الصباح، بإنشاء دائرة الشؤون الاجتماعية، وفي 17 يناير 1962، ووفقا للمرسوم الأميري رقم (2) لعام 1962م، تغير اسم الدائرة لتصبح "وزارة الشؤون الاجتماعية والعمل"، حتى صدور القانون رقم 109 لسنة 2013 م والذي ينص على فصل قطاع العمل عن الوزارة وتغير اسم الوزارة إلى «وزارة الشؤون الاجتماعية».